# Allium gypsodictyum
Allium gypsodictyum — вид рослин з родини амарилісових (Amaryllidaceae); поширений в Узбекистані й Таджикистані.

## Опис
Листки лускаті, квітконіжки завдовжки 20—25 мм, листочки оцвітини рожеві з пурпурними серединними нитками.

## Поширення
Поширений в Узбекистані й Таджикистані.